# Ambassade de France en Azerbaïdjan
L'ambassade de France en Azerbaïdjan est la représentation diplomatique de la République française en Azerbaïdjan. Elle est située à Bakou, la capitale du pays, et son ambassadrice est, depuis 2025, Sophie Lagoutte.

## Ambassade
L'ambassade est située à Bakou. Elle accueille une section consulaire.

## Histoire
La France a été le deuxième pays à reconnaître l'indépendance de l'Azerbaïdjan, le 31 décembre 1991. L'ambassade a été ouverte à Bakou en 1992.

## Ambassadeurs de France en Azerbaïdjan
| De   | À        | Ambassadeur                  |
| ---- | -------- | ---------------------------- |
| 1992 | 1996     | Jean Perrin                  |
| 1996 | 2001     | Jean-Pierre Guinhut          |
| 2001 | 2004     | Chantal Poiret               |
| 2004 | 2006     | Roland Blatmann              |
| 2006 | 2007     | Bernard Amaudric du Chaffaut |
| 2007 | 2008     | Odile Remik-Adim             |
| 2008 | 2012     | Gabriel Keller               |
| 2012 | 2015     | Pascal Meunier               |
| 2015 | 2019     | Aurélia Bouchez              |
| 2019 | 2022     | Zacharie Gross               |
| 2022 | 2025     | Anne Boillon                 |
| 2025 | en cours | Sophie Lagoutte              |

## Relations diplomatiques
Bien que récentes, les relations entre l'Azerbaïdjan et la France sont de plus en plus nourries et les visites officielles se sont multipliées depuis 1999. Symboliquement, c'est en France que le président Ilham Aliyev a fait sa première visite officielle à l'étranger en janvier 2004. Les échanges de parlementaires ont été nombreux, y compris au niveau des présidents des deux parlements (Christian Poncelet pour le Sénat français, Alesgerov pour le Parlement azerbaïdjanais). Parallèlement, les échanges commerciaux se sont développés, en particulier des achats pétroliers.
Le conflit entre l'Azerbaïdjan et l'Arménie a cependant refroidi la relation avec la France, en raison du soutien de cette dernière au gouvernement arménien, notamment au sujet du Haut-Karabagh.

## Consulat

### Communauté française
Au 31 décembre 2016, 199 Français sont inscrits sur les registres consulaires en Azerbaïdjan.
| 2001 | 2002 | 2003 | 2004 |
| ---- | ---- | ---- | ---- |
| 85   | 84   | 109  | 97   |

| 2005 | 2006 | 2007 | 2008 |
| ---- | ---- | ---- | ---- |
| 107  | 132  | 136  | 155  |

| 2009 | 2010 | 2011 | 2012 |
| ---- | ---- | ---- | ---- |
| 155  | 146  | 164  | 152  |

| 2013 | 2014 | 2015 | 2016 |
| ---- | ---- | ---- | ---- |
| 173  | 185  | 162  | 199  |

### Circonscriptions électorales
Depuis la loi du 22 juillet 2013 réformant la représentation des Français établis hors de France avec la mise en place de conseils consulaires au sein des missions diplomatiques, les ressortissants français d'une circonscription recouvrant l'Afghanistan, l'Azerbaïdjan, l'Iran, le Kazakhstan, le Kirghizistan, l'Ouzbékistan, le Pakistan, le Tadjikistan et le Turkménistan élisent pour six ans trois conseillers consulaires. Ces derniers ont trois rôles : 
1. ils sont des élus de proximité pour les Français de l'étranger ;
2. ils appartiennent à l'une des quinze circonscriptions qui élisent en leur sein les membres de l'Assemblée des Français de l'étranger ;
3. ils intègrent le collège électoral qui élit les sénateurs représentant les Français établis hors de France.

Pour l'élection à l'Assemblée des Français de l'étranger, l'Azerbaïdjan appartenait jusqu'en 2014 à la circonscription électorale de Moscou, comprenant aussi l'Arménie, la Biélorussie, la Géorgie, le Kazakhstan, le Kirghizistan, la Moldavie, l'Ouzbékistan, la Russie, le Tadjikistan, le Turkménistan et l'Ukraine, et désignant un siège. L'Azerbaïdjan appartient désormais à la circonscription électorale « Asie centrale et Moyen-Orient » dont le chef-lieu est Dubaï et qui désigne quatre de ses 23 conseillers consulaires pour siéger parmi les 90 membres de l'Assemblée des Français de l'étranger.
Pour l'élection des députés des Français de l’étranger, l'Azerbaïdjan dépend de la 11e circonscription.